# Coppa del Mondo di rugby 2011
La Coppa del Mondo di rugby 2011 (in inglese 2011 Rugby World Cup; in maori Ipu o te Ao Whutupōro 2011) fu la 7ª edizione della Coppa del Mondo di rugby, massima competizione internazionale di rugby a 15 organizzata dall'International Rugby Board (IRB).
Si tenne dal 9 settembre 2011 al 23 ottobre 2011 in Nuova Zelanda e fu solo la terza, su sette edizioni fino ad allora disputate, a essersi svolta in un solo Paese, dopo quella del 1995 in Sudafrica e quella del 2003 in Australia.
Il torneo fu ospitato da 12 città e altrettanti stadi.
Originariamente avrebbero dovuto essere 13 ma Lancaster Park fu irrimediabilmente danneggiato dal terremoto che colpì Christchurch a sette mesi dall'inizio della competizione e gli incontri previsti in tale struttura furono redistribuiti tra le altre sedi.
A laurearsi campione del mondo fu la Nuova Zelanda, alla sua seconda affermazione dopo la Coppa del Mondo 1987, anch'essa sul proprio terreno; più in generale si trattò della terza volta in cui a vincere il torneo fu la squadra di casa, tenendo anche conto della vittoria sudafricana nella Coppa del Mondo 1995.
Gli All Blacks batterono in finale la Francia per 8-7, nella finale con il minor scarto e il minor punteggio complessivo della storia del torneo.
Dal punto di vista dell'impatto mediatico e culturale si trattò dell'evento sportivo con la maggiore affluenza della storia dello sport neozelandese, con non meno di 100000 ospiti provenienti dall'estero.
Il valore delle marcature, come stabilito dall’IRFB nel 1992, era: 5 punti per ciascuna meta (7 se trasformata), 3 punti per la realizzazione di ciascun calcio piazzato, idem per il drop.

## Storia

### L'organizzazione
Furono tre le federazioni che presentarono, entro la data limite del 31 gennaio 2005, il proprio progetto di organizzazione della Coppa 2011 all'International Rugby Board (IRB): la Nuova Zelanda (NZRU), il Sudafrica (SARU) e il Giappone (JRFU), quest'ultima alla sua prima candidatura ufficiale laddove le altre due già vantavano l'esperienza di un'edizione ciascuna.
La candidatura della SARU fu in forse fino quasi alla scadenza dei termini in quanto il governo sudafricano stava valutando eventuali conseguenze dall'organizzazione di due rassegne sportive mondiali in un arco di tempo ravvicinato: nel 2010, infatti, ivi avrebbe dovuto tenersi il 19º campionato mondiale di calcio.
La JRFU, invece, intendeva dare impulso allo sviluppo della disciplina non solo in Giappone, ma in tutta l'Asia.
Per quanto riguarda infine la NRZU, questa ricevette già nel 2001 l'offerta di ospitare congiuntamente all'Australian Rugby Union l'edizione 2003, ma problemi interni e l'indisponibilità a modificare il calendario del proprio campionato provinciale durante la competizione avevano portato l'IRB ad affidare alla sola Australia l'organizzazione della Coppa; per prepararsi all'eventualità di ospitare il torneo nel 2011 la NZRU aveva progettato di espandere lo stadio Eden Park di Auckland al fine di rendere economicamente vantaggiosa la propria candidatura.

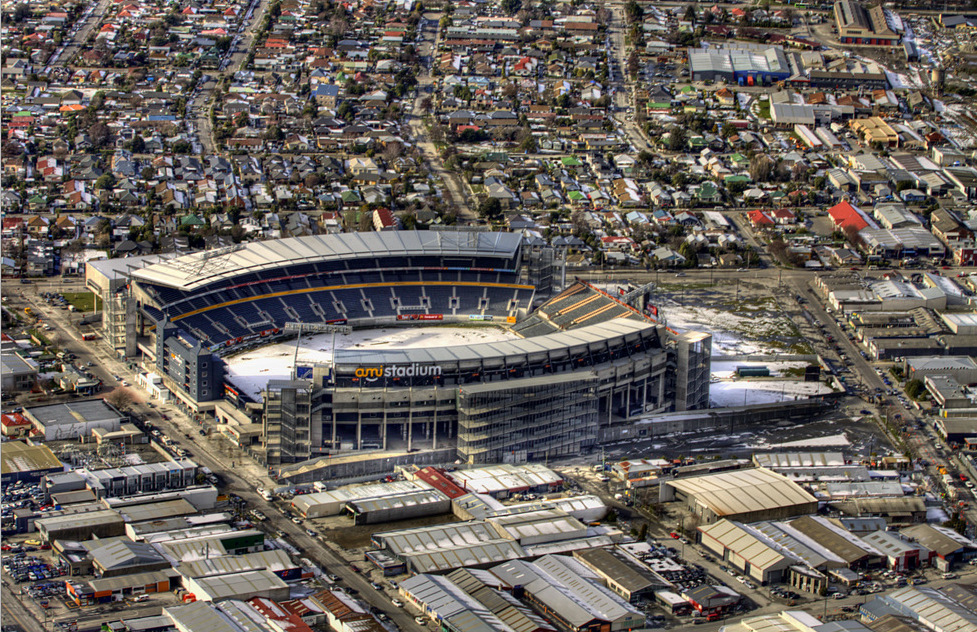
Lancaster Park a Christchurch, dopo il terremoto che lo danneggiò irreversibilmente

Il 17 novembre 2005, dopo quasi un anno di ispezioni presso le strutture dei Paesi candidati, il board dell'IRB riunito a Dublino comunicò ufficialmente l'assegnazione del torneo alla Nuova Zelanda a seguito di ballottaggio vinto contro la candidatura giapponese, essendo stata quella sudafricana scartata al primo voto; agli asiatici non bastò il sostegno esplicito, tra gli altri, di testimonial d'eccellenza come i due ex internazionali inglesi Jason Leonard e Martin Johnson.
Il comitato organizzatore rese note le sedi a marzo 2009, tre mesi dopo il sorteggio per la composizione dei gironi.
Furono designate tredici città e altrettante sedi: esordienti nella manifestazione furono il North Harbour Stadium a North Shore (collettività indipendente che nel 2010 fu inglobata nella municipalità di Auckland), Trafalgar Park a Nelson, lo Yarrow Stadium a New Plymouth, l'Arena Manawatu a Palmerston North e Okara Park a Whangārei; già usate nella Coppa del Mondo 1987 erano altresì Eden Park ad Auckland, anche nel 2011 destinata a ospitare la finale, Lancaster Park a Christchurch, Waikato Stadium ad Hamilton, il Rugby Park Stadium a Invercargill, McLean Park a Napier e il Rotorua International Stadium.
Infine, Dunedin e la capitale Wellington, che nel 1987 avevano accolto la manifestazione rispettivamente con Carisbrook (chiuso nel 2011) e Athletic Park (chiuso nel 1999 e demolito nel 2000), si ripresentarono al pubblico con i nuovi Forsyth Barr Stadium e Wellington Regional Stadium.
Tuttavia l'organizzazione dovette essere rivista a seguito del terremoto che colpì Christchurch il 22 febbraio 2011: il sisma, di magnitudo 6,3, distrusse numerosi edifici e ne danneggiò gravemente altri, tra cui Lancaster Park, ristrutturato appena un anno addietro e lesionato irreversibilmente in una delle sue tribune, resa pericolante a seguito della liquefazione del suolo su cui poggiava, e per la quale fu proposta la demolizione senza alternative.
Un mese e mezzo dopo il sisma l'IRB decise di escludere Christchurch dalla competizione; la riassegnazione delle date di Lancaster Park ad altre sedi innescò un effetto domino che impattò su incontri originariamente previsti su altre città: a titolo di esempio, due incontri dell'Inghilterra furono ricalendarizzati a Dunedin, mentre Scozia ‒ Argentina fu spostata a Wellington ma, contemporaneamente, la stessa Scozia e la Georgia, che avrebbero dovuto incontrarsi nella citata Dunedin, furono a loro volta riallocate a Invercargill.

### Il torneo

Localizzazione dei Paesi qualificati alla Coppa del Mondo 2011

Nonostante la ventilata ipotesi di ritorno a 16 partecipanti, tuttavia mai perseguita con convinzione, l'IRB confermò anche per il 2011 la formula a 20 squadre.
A seguito della modifica regolamentare introdotta quattro anni prima che stabiliva la qualificazione automatica alla competizione delle prime tre classificate di ogni girone dell'edizione precedente per un totale di 12 squadre, l'insieme dei tornei di qualificazione espresse solo 8 squadre.
Il sorteggio dei gironi avvenne a Londra il 1º dicembre 2008, a qualificazioni iniziate da poco, alla presenza dei presidenti dell'IRB, il francese Bernard Lapasset, e del comitato organizzatore del torneo, il neozelandese Jock Hobbs.
Ogni girone si compose di tre ammesse di diritto, una per fascia, e due provenienti dalle qualificazioni, all'epoca ancora indeterminate.
Nel girone A, la prima estratta Nuova Zelanda fu accoppiata a Francia e Tonga; le due indeterminate erano Americhe 1 (posto guadagnato dal Canada) e Asia 1 (appannaggio del Giappone).
Il girone B vide, insieme all'Argentina, le rivali britanniche Inghilterra e Scozia, mentre le due ancora ignote qualificande erano Europa 1 (in seguito rivelatasi essere la Georgia) e Ripescaggi (vinti dalla Romania).
Australia, Irlanda e Italia furono sorteggiate insieme nel girone C in attesa del riempimento degli slot riservati a Europa 2 (Russia, al suo esordio nella competizione) e Americhe 2 (Stati Uniti).
Infine, nel girone D, Sudafrica, Galles e Figi attesero la qualificata di Oceania 1 (Samoa) e Africa 1 (Namibia).
Rispetto all'edizione precedente, il tabellone delle qualificate fu sostanzialmente identico: 19 delle 20 squadre partecipanti in Francia quattro anni prima sarebbero state presenti anche in Nuova Zelanda.
L'unica differenza riguardava l'esordiente Russia, che rimpiazzava il Portogallo.
A causa del menzionato terremoto di Christchurch con conseguente chiusura di Lancaster Park, il calendario subì le seguenti variazioni:

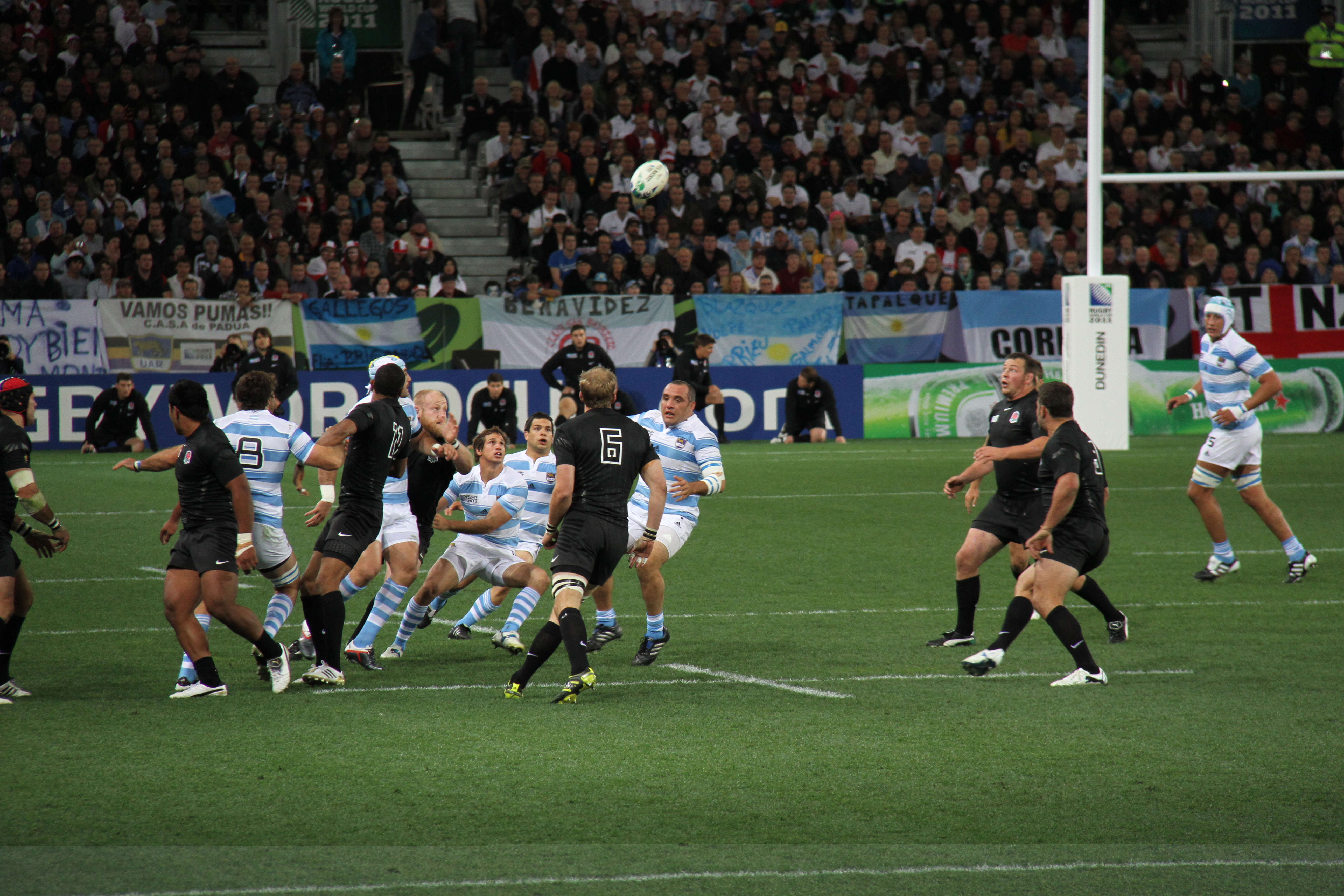
‒, uno degli incontri più combattuti della fase a gironi

| Data         | Incontro                | Previsto a   | Spostato a             |
| ------------ | ----------------------- | ------------ | ---------------------- |
| 10 settembre | Argentina ‒ Inghilterra | Christchurch | Dunedin                |
| 11 settembre | Australia ‒ Italia      | Christchurch | Auckland (North Shore) |
| 14 settembre | Scozia ‒ Georgia        | Dunedin      | Invercargill           |
| 18 settembre | Inghilterra ‒ Georgia   | Christchurch | Dunedin                |
| 25 settembre | Argentina ‒ Scozia      | Christchurch | Wellington             |
| 1º ottobre   | Australia ‒ Russia      | Christchurch | Nelson                 |
| 8 ottobre    | Quarto di finale 2      | Christchurch | Auckland               |
| 9 ottobre    | Quarto di finale 4      | Christchurch | Auckland               |

#### La fase a gironi
Per quanto riguarda la leadership del girone A, i padroni di casa della Nuova Zelanda si affermarono nettamente vincendo tutti gli incontri con il bonus mete, unica squadra del torneo capace di tale prestazione; la partita di cartello del raggruppamento, quella contro la Francia, fu vinta 37-17.
Nelle posizioni di rincalzo, invece, la stessa Francia mise a rischio la propria qualificazione nell'ultima partita del girone contro gli underdog di Tonga, vincitori 19-14 contro pronostico al termine di una partita che li vide quasi sempre condurre il punteggio ma, grazie al punto di bonus difensivo, la squadra di Marc Lièvremont riuscì a raggiungere la quota per tenere matematicamente il secondo posto nonostante le sole due vittorie nel girone; Tonga pagò la sconfitta precedente contro il Canada che a posteriori vanificò il suo exploit.

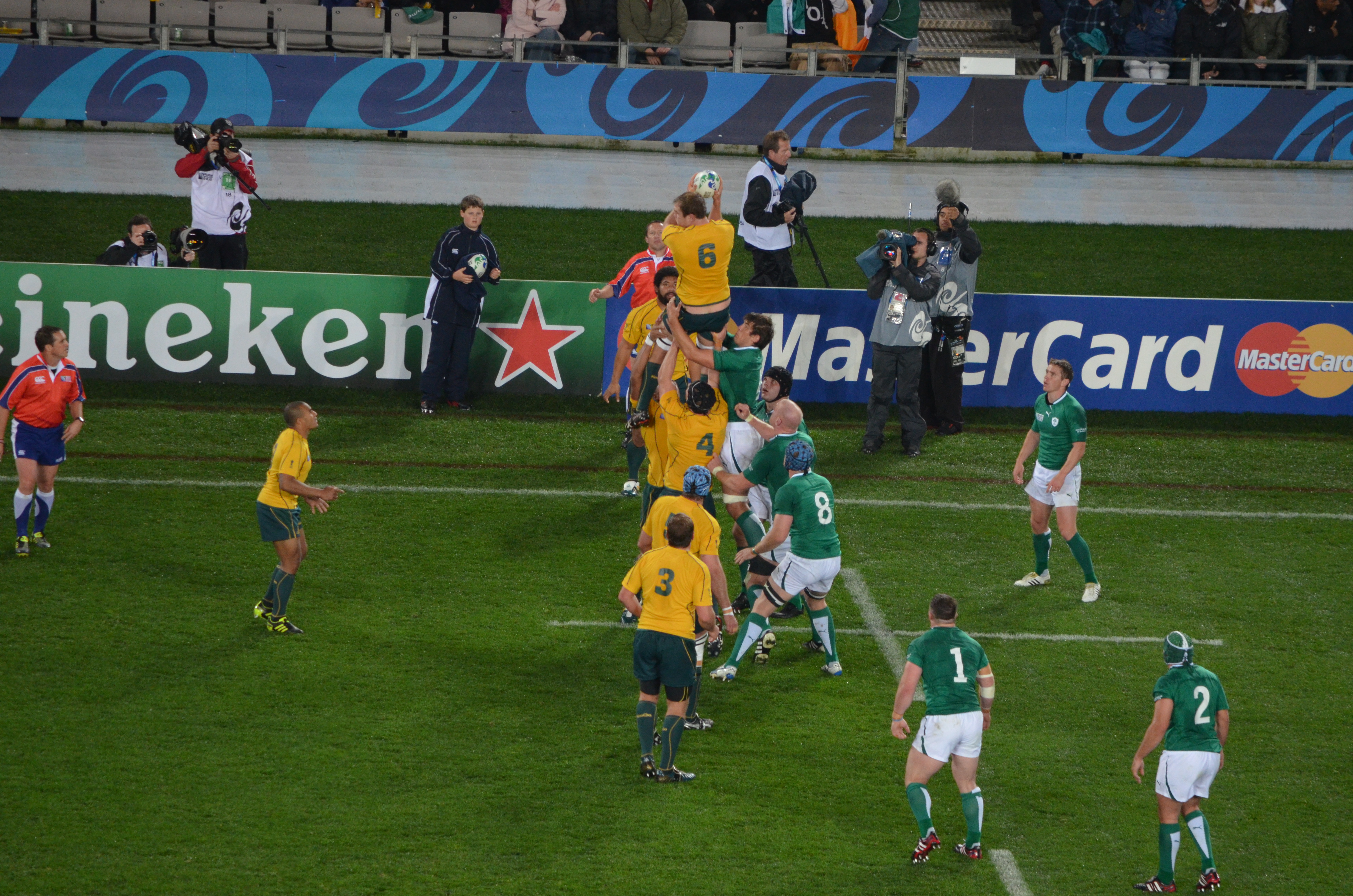
Touche tra e nella fase a gironi

L'Inghilterra vinse il girone B aggiudicandosi tutti i suoi quattro incontri, sebbene con scarti minimi quelli con le due squadre più competitive del gruppo: solo 4 punti infatti furono il margine contro Argentina (battuta 13-9) e Scozia (16-12).
Proprio la sconfitta nel derby britannico costò l'eliminazione agli scozzesi, in precedenza battuti 12-13 dall'Argentina, che passò ai quarti da seconda del girone.
La vittoria irlandese sull'Australia nel secondo incontro di entrambe fu la sorpresa del girone C: già gli Wallabies avevano avuto un esordio difficile contro l'Italia, dalla quale furono bloccati sul 6-6 alla fine del primo tempo salvo poi prevalere con quattro mete nella ripresa grazie alla diversa qualità dei ricambi, ma contro l'Irlanda non riuscirono ad andare oltre due calci piazzati di James O'Connor né a conquistare il punto di bonus difensivo.
La vittoria irlandese complicò il cammino dell'Italia, fiduciosa di potersi giocare la qualificazione proprio contro la formazione celtica dopo aver fatto una vittima di prestigio nel Sei Nazioni precedente (la Francia battuta 22-21 allo Stadio Flaminio).
Gli Azzurri, dopo avere incamerato i punti alla propria portata (due vittorie con bonus, 53-17 alla Russia e 27-10 agli Stati Uniti), si presentarono a Dunedin all'incontro decisivo che chiudeva il girone contro la squadra capitanata da Brian O'Driscoll: dopo aver terminato il primo tempo in vantaggio 9-6, gli irlandesi piazzarono 27 punti a zero nella ripresa così impedendo per l'ennesima volta all'Italia il passaggio ai quarti di finale e relegando l'Australia al secondo posto.
Il girone D non riservò sorprese: Sudafrica e Galles passarono il turno nell'ordine come prima e seconda, anche se l'incontro diretto tra le due non evidenziò alcuna prevalenza netta: gli Springbok vinsero infatti con un solo punto di scarto, 17-16.
Pur non qualificate ai quarti di finale, guadagnarono l'ammissione alla successiva Coppa del Mondo 2015 le quattro terze classificate, in ordine di girone Tonga, Scozia, Italia e Samoa.

#### Iplay-off
L'inaspettata affermazione dell'Irlanda sull'Australia, con conseguente vittoria del girone, generò accoppiamenti nei quarti che tennero i due emisferi separati fino alla finale: infatti nella parte superiore del tabellone figurarono le quattro europee del Sei Nazioni (oltre all'Irlanda, Inghilterra, Francia e Galles) e in quella inferiore le quattro dell'imminente Rugby Championship (Argentina, Sudafrica, Australia e Nuova Zelanda).
Nel primo quarto, il Galles confermò la sua tradizione di imbattibilità nel torneo mondiale contro gli irlandesi (già sconfitti due volte nelle fasi a gironi delle Coppe 1987 e 1995) e vinse nettamente 22-10 una gara dominata fin dall'inizio e solo parzialmente tenuta in bilico dalla meta di Keith Earls in avvio di ripresa che diede all'Irlanda un effimero pareggio durato solo 6 minuti; per la prima volta dal 1987 il Galles entrò tra le prime quattro del mondo.
Inghilterra e Francia si incontrarono per la quinta volta nelle fasi a eliminazione del torneo, con i bianchi di Martin Johnson reduci da due vittorie nel 2003 e nel 2007 che avevano spianato loro la strada della finale; all'Eden Park di Auckland fu invece la Francia a prevalere, dopo un primo tempo chiuso 16-0 in cui gli inglesi non erano stati capaci di piazzare neppure un calcio tra i pali con il loro elemento migliore, Jonny Wilkinson, alla sua ultima partita internazionale.
A poco valse il ritorno inglese, con una meta di Ben Foden e un'altra di Mark Cueto a tre minuti dalla fine che mise la squadra sotto break di 7 punti che si rivelò tuttavia un gap impossibile da colmare.

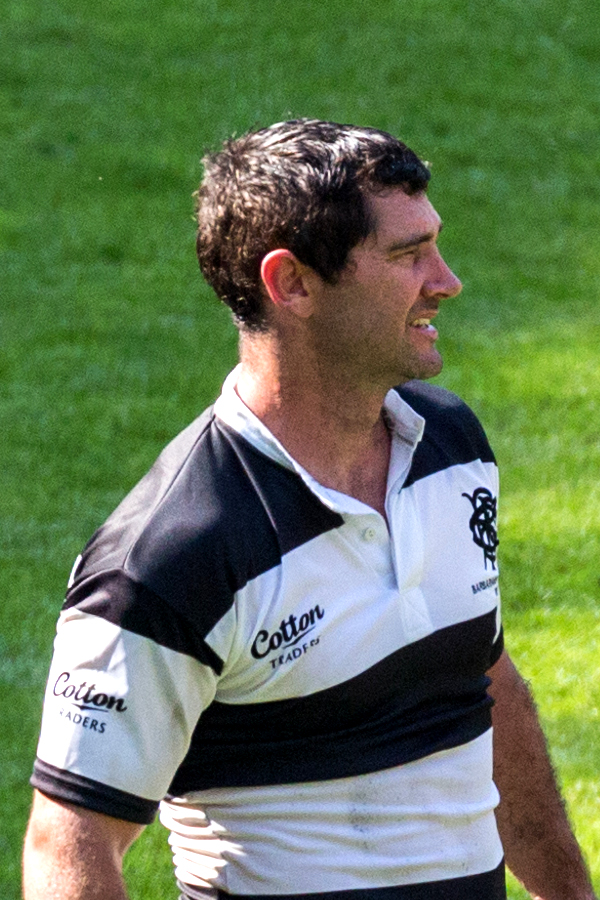
Stephen Donald (qui con i), autore dei punti decisivi in finale degli All Blacks

Relativamente invece ai due quarti dell'Emisfero Sud, l'Australia ebbe la meglio 11-9 sul Sudafrica al termine di una partita bloccata in cui fu segnata una sola meta, da parte del Wallaby Horwill, e in cui il punteggio fu deciso solo a 8 minuti dalla fine dopo avere altalenato dall'8-0 per gli australiani al 9-8 per gli Springbok prima dei punti decisivi di O'Connor dalla piazzola.
I neozelandesi, invece, faticarono inizialmente contro l'Argentina portatasi inaspettatamente in vantaggio con una meta di Farías Cabello ma Piri Weepu mise a segno 21 punti e altri 12 vennero dalle mete di Kieran Read e Brad Thorn più una trasformazione di Aaron Cruden.
Ben più grave fu, per gli All Blacks, la perdita dei due mediani d'apertura in pochi giorni: dopo aver dovuto rinunciare a Dan Carter, infortunatosi in allenamento, contro i Pumas anche il suo rimpiazzo Colin Slade, a seguito di un contatto di gioco, dovette abbandonare per sempre la competizione, lasciando così spazio al citato Cruden, non presente nella lista originaria ma tenuto in preallarme e promosso alfine ad apertura titolare per il prosieguo del torneo, e liberando un ulteriore posto in rosa per il quarta scelta Stephen Donald, convocato d'urgenza dalle vacanze.

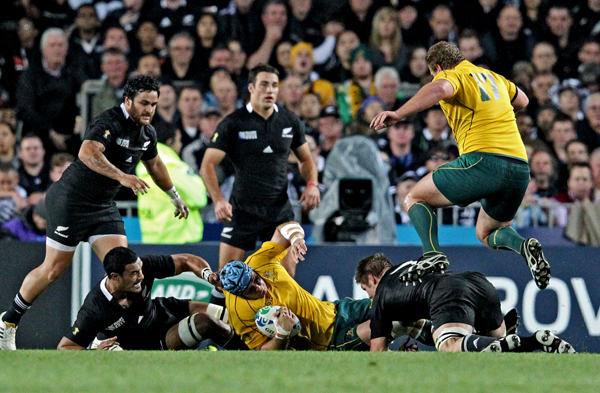
Semifinale tra e ad Auckland

Entrambe le semifinali ebbero luogo all'Eden Park di Auckland.
Nella prima l'andamento fu pesantemente condizionato dall'espulsione del flanker Sam Warburton dopo neppure venti minuti di gioco: in uscita da una mischia, questi placcò il francese Vincent Clerc sollevandolo oltre la linea della spalla e lasciandolo ricadere sulla schiena, azione a seguito della quale l'arbitro irlandese Alain Rolland mostrò il cartellino rosso al giocatore gallese lasciando così la squadra in 14 elementi per tre quarti di gara.
Nonostante la superiorità numerica, la Francia non andò oltre tre calci piazzati di Morgan Parra che, tuttavia, furono sufficienti a sopravanzare la marcatura tra i pali di James Hook, realizzata quando ancora si era in parità di uomini in campo, e la meta di Michael Phillips, dopo la quale il Galles non riuscì più a segnare punti: il risultato finale fu di 9-8 per i francesi che quindi raggiunsero la loro terza finale.
Una sola meta fu marcata nell'altra semifinale tra Australia e Nuova Zelanda: gli All Blacks capitalizzarono sulla segnatura di Ma'a Nonu e costrinsero gli avanti avversari all'indisciplina, lucrando numerosi calci che Piri Weepu trasformò in punti: il risultato finale fu un 20-6 in cui gli Wallabies non ebbero mai la possibilità di esprimere il proprio gioco.
Le finali per il terzo e il primo posto furono identiche a quelle della I Coppa del Mondo: nella gara di consolazione si affrontarono Australia e Galles ma, a differenza di quanto accadde nel 1987 in cui a vincere furono i britannici, ad Auckland prevalse l'Australia 21-18, negando quindi al Galles l'occasione di pareggiare il suo miglior risultato di sempre nella Coppa ottenuto proprio ventiquattro anni prima.
La finale, invece, non ebbe un esito diverso rispetto ad allora: la Nuova Zelanda vinse la sua seconda Coppa del Mondo, ma con il minor scarto mai registrato fino ad allora, un solo punto: 8-7 fu il risultato, frutto di una meta per parte (Woodcock per gli All Blacks e Dusautoir per i Bleus ma con il diverso peso dei punti al piede: ai due punti per la trasformazione di François Trinh-Duc si contrapposero i tre punti su calcio piazzato di Stephen Donald, messo in campo dopo che pure il terzo mediano d'apertura, Aaron Cruden, si era infortunato in uno scontro di gioco proprio contro Trinh-Duc.
Tale incrocio di circostanze fece sì che Donald, da giocatore fuori dal progetto del C.T. neozelandese Graham Henry prima della Coppa del Mondo, si trovasse a essere il marcatore dei punti decisivi per la vittoria mondiale degli All Blacks.

## Squadre qualificate
| Fase                   | Africa                         | Americhe                                         | Asia                | Europa | Oceania | Ripescaggi             |
| ---------------------- | ------------------------------ | ------------------------------------------------ | ------------------- | --- | --- | ---------------------- |
| Ammissioni automatiche | - Sudafrica (campione uscente) | - Argentina (semifinalista CdM 2007)             |                     | - Francia (semifinalista CdM 2007) - Galles (3º girone B CdM 2007) - Italia (3º girone C CdM 2007) - Inghilterra (finalista CdM 2007) - Irlanda (3º girone D CdM 2007) - Scozia (quartifinalista CdM 2007) | - Australia (quartifinalista CdM 2007) - Figi (quartifinalista CdM 2007) - Nuova Zelanda (quartifinalista CdM 2007) - Tonga (3º girone A CdM 2007) |                        |
| Qualificazioni         | - Namibia (Africa 1)           | - Canada (Americhe 1) - Stati Uniti (Americhe 2) | - Giappone (Asia 1) | - Georgia (Europa 1) - Russia (Europa 2) | - Samoa (Oceania 1) | - Romania (Ripescaggi) |

## Impianti
| Città            | Impianto                      | Capacità | Incontri |
| ---------------- | ----------------------------- | -------- | -------- |
| Auckland         | Eden Park                     | 60000    | 11       |
| Auckland         | North Harbour Stadium         | 30000    | 4        |
| Dunedin          | Forsyth Barr Stadium          | 30000    | 4        |
| Hamilton         | Waikato Stadium               | 30000    | 3        |
| Invercargill     | Rugby Park Stadium            | 17000    | 3        |
| Napier           | McLean Park                   | 15000    | 2        |
| Nelson           | Trafalgar Park                | 18000    | 3        |
| New Plymouth     | Yarrow Stadium                | 26000    | 3        |
| Palmerston North | Arena Manawatu                | 15000    | 2        |
| Rotorua          | Rotorua International Stadium | 26000    | 3        |
| Wellington       | Wellington Regional Stadium   | 40000    | 8        |
| Whangārei        | Okara Park                    | 18000    | 2        |

## Formula
Le 20 squadre furono divise in 4 gironi da 5 squadre ciascuna che si affrontarono con il metodo del girone all'italiana.
Il punteggio assegnato fu quello in vigore nel Tri Nations dell'Emisfero Sud: 4 punti per la vittoria, 2 ciascuno per il pareggio e zero per la sconfitta e, in aggiunta a ciò, un punto eventuale alla squadra sconfitta con sette o meno punti nonché un ulteriore punto alla squadra autrice di almeno quattro mete nell'incontro, indipendentemente dal risultato.
In caso di esclusione di una squadra dal torneo (circostanza comunque non verificatasi) il regolamento prevedeva l'annullamento di tutti gli incontri fino ad allora disputati e l'assegnazione di quattro punti a ciascuna delle altre squadre, con riconteggio anche dei punti fatti e subiti.
Le prime due classificate di ogni girone si qualificarono ai play-off e la squadra terza classificata di ogni girone, inoltre, fu automaticamente qualificata alla Coppa del Mondo di rugby 2015 al pari delle otto quartifinaliste.
In ordine di abbinamento dal primo al quarto, gli incontri dei quarti di finale furono la vincitrice del girone C contro la seconda del girone D; la vincitrice del girone B contro la seconda del girone A; la vincitrice del girone D contro la seconda del girone C e, infine, la vincitrice del girone A contro la seconda del girone B.
Gli accoppiamenti di semifinale furono predeterminati: le vincitrici delle prime due partite si incontrarono nella prima semifinale, quelle delle altre due partite nella seconda semifinale.
Le squadre vincenti le semifinali si incontrarono per il titolo di campione del mondo, quelle sconfitte per il terzo posto.
Nelle fasi a eliminazione diretta, al fine di determinare la squadra vincitrice, fu istituito un terzo tempo supplementare dopo i due già previsti dal regolamento generale, analogo al golden goal del calcio: la prima squadra che avesse marcato punti avrebbe vinto l'incontro.
In caso di ulteriore parità fu previsto uno spareggio ai calci piazzati: ogni squadra aveva a disposizione 5 calci dalla linea dei 22 metri per realizzare, con 5 giocatori diversi tra quelli in campo al fischio finale, il maggior numero di punti; in caso di parità anche dopo tale serie, si sarebbe proceduto a oltranza un calcio per squadra fino a che, a pari numero di calci, una delle due spareggiasse.
Entrambe le semifinali e le finali di consolazione e per il titolo si tennero all'Eden Park di Auckland.

## Gironi
| Girone A                                              | Girone B                                               | Girone C                                              | Girone D                                      |
| ----------------------------------------------------- | ------------------------------------------------------ | ----------------------------------------------------- | --------------------------------------------- |
| - Canada - Francia - Giappone - Nuova Zelanda - Tonga | - Argentina - Georgia - Inghilterra - Romania - Scozia | - Australia - Irlanda - Italia - Russia - Stati Uniti | - Figi - Galles - Namibia - Samoa - Sudafrica |

## Fase a gironi

### Girone A
| Data      | Incontro                 | Risultato | Sede       |
| --------- | ------------------------ | --------- | ---------- |
| 9-9-2011  | Nuova Zelanda — Tonga    | 41-10     | Auckland   |
| 10-9-2011 | Francia — Giappone       | 47-21     | Auckland   |
| 14-9-2011 | Tonga — Canada           | 20-25     | Whangārei  |
| 16-9-2011 | Nuova Zelanda — Giappone | 83-7      | Hamilton   |
| 18-9-2011 | Francia — Canada         | 46-19     | Napier     |
| 21-9-2011 | Tonga — Giappone         | 31-18     | Whangārei  |
| 24-9-2011 | Nuova Zelanda — Francia  | 37-17     | Auckland   |
| 27-9-2011 | Canada — Giappone        | 23-23     | Napier     |
| 1-10-2011 | Francia — Tonga          | 14-19     | Wellington |
| 2-10-2011 | Nuova Zelanda — Canada   | 79-15     | Wellington |

#### Classifica
| Pos | Squadra       | G | V | N | P | PF  | PS  | P±   | BP | PT |
| --- | ------------- | - | - | - | - | --- | --- | ---- | -- | -- |
| A1  | Nuova Zelanda | 4 | 4 | 0 | 0 | 240 | 49  | 191  | 4  | 20 |
| A2  | Francia       | 4 | 2 | 0 | 2 | 124 | 96  | 28   | 3  | 11 |
| A3  | Tonga         | 4 | 2 | 0 | 2 | 80  | 98  | −18  | 1  | 9  |
| A4  | Canada        | 4 | 1 | 1 | 2 | 82  | 168 | −86  | 0  | 6  |
| A5  | Giappone      | 4 | 0 | 1 | 3 | 69  | 184 | −115 | 0  | 2  |

### Girone B
| Data      | Incontro                | Risultato | Sede             |
| --------- | ----------------------- | --------- | ---------------- |
| 10-9-2011 | Scozia — Romania        | 34-24     | Invercargill     |
| 10-9-2011 | Argentina — Inghilterra | 9-13      | Dunedin          |
| 14-9-2011 | Scozia — Georgia        | 15-6      | Invercargill     |
| 17-9-2011 | Argentina — Romania     | 43-8      | Invercargill     |
| 18-9-2011 | Inghilterra — Georgia   | 41-10     | Dunedin          |
| 24-9-2011 | Inghilterra — Romania   | 67-3      | Dunedin          |
| 25-9-2011 | Argentina — Scozia      | 13-12     | Wellington       |
| 28-9-2011 | Georgia — Romania       | 25-9      | Palmerston North |
| 1-10-2011 | Inghilterra — Scozia    | 16-12     | Auckland         |
| 2-10-2011 | Argentina — Georgia     | 25-7      | Palmerston North |

#### Classifica
| Pos | Squadra     | G | V | N | P | PF  | PS  | P±   | BP | PT |
| --- | ----------- | - | - | - | - | --- | --- | ---- | -- | -- |
| B1  | Inghilterra | 4 | 4 | 0 | 0 | 137 | 34  | 103  | 2  | 18 |
| B2  | Argentina   | 4 | 3 | 0 | 1 | 90  | 40  | 50   | 2  | 14 |
| B3  | Scozia      | 4 | 2 | 0 | 2 | 73  | 59  | 14   | 3  | 11 |
| B4  | Georgia     | 4 | 1 | 0 | 3 | 48  | 90  | −42  | 0  | 4  |
| B5  | Romania     | 4 | 0 | 0 | 4 | 44  | 169 | −125 | 0  | 0  |

### Girone C
| Data      | Incontro                | Risultato | Sede         |
| --------- | ----------------------- | --------- | ------------ |
| 11-9-2011 | Australia — Italia      | 32-6      | Auckland     |
| 11-9-2011 | Irlanda — Stati Uniti   | 22-10     | New Plymouth |
| 15-9-2011 | Russia — Stati Uniti    | 6-13      | New Plymouth |
| 17-9-2011 | Australia — Irlanda     | 6-15      | Auckland     |
| 20-9-2011 | Italia — Russia         | 53-17     | Nelson       |
| 23-9-2011 | Australia — Stati Uniti | 67-5      | Wellington   |
| 25-9-2011 | Irlanda — Russia        | 62-12     | Rotorua      |
| 27-9-2011 | Italia — Stati Uniti    | 27-10     | Nelson       |
| 1-10-2011 | Australia — Russia      | 68-22     | Nelson       |
| 2-10-2011 | Irlanda — Italia        | 36-6      | Dunedin      |

#### Classifica
| Pos | Squadra     | G | V | N | P | PF  | PS  | P±   | BP | PT |
| --- | ----------- | - | - | - | - | --- | --- | ---- | -- | -- |
| C1  | Irlanda     | 4 | 4 | 0 | 0 | 135 | 34  | 101  | 1  | 17 |
| C2  | Australia   | 4 | 3 | 0 | 1 | 173 | 48  | 125  | 3  | 15 |
| C3  | Italia      | 4 | 2 | 0 | 2 | 92  | 95  | −3   | 2  | 10 |
| C4  | Stati Uniti | 4 | 1 | 0 | 3 | 38  | 122 | −84  | 0  | 4  |
| C5  | Russia      | 4 | 0 | 0 | 4 | 57  | 196 | −139 | 1  | 1  |

### Girone D
| Data      | Incontro            | Risultato | Sede         |
| --------- | ------------------- | --------- | ------------ |
| 10-9-2011 | Figi — Namibia      | 49-25     | Rotorua      |
| 11-9-2011 | Sudafrica — Galles  | 17-16     | Wellington   |
| 14-9-2011 | Samoa — Namibia     | 49-12     | Rotorua      |
| 17-9-2011 | Sudafrica — Figi    | 49-3      | Wellington   |
| 18-9-2011 | Galles — Samoa      | 17-10     | Hamilton     |
| 22-9-2011 | Sudafrica — Namibia | 87-0      | Auckland     |
| 25-9-2011 | Figi — Samoa        | 7-27      | Auckland     |
| 26-9-2011 | Galles — Namibia    | 81-7      | New Plymouth |
| 30-9-2011 | Sudafrica — Samoa   | 13-5      | Auckland     |
| 2-10-2011 | Galles — Figi       | 66-0      | Hamilton     |

#### Classifica
| Pos | Squadra   | G | V | N | P | PF  | PS  | P±   | BP | PT |
| --- | --------- | - | - | - | - | --- | --- | ---- | -- | -- |
| D1  | Sudafrica | 4 | 4 | 0 | 0 | 166 | 24  | 142  | 2  | 18 |
| D2  | Galles    | 4 | 3 | 0 | 1 | 180 | 34  | 146  | 3  | 15 |
| D3  | Samoa     | 4 | 2 | 0 | 2 | 91  | 49  | 42   | 2  | 10 |
| D4  | Figi      | 4 | 1 | 0 | 3 | 59  | 167 | −108 | 1  | 5  |
| D5  | Namibia   | 4 | 0 | 0 | 4 | 44  | 266 | −222 | 0  | 0  |

## Play-off
|  | Quarti di finale      | Quarti di finale      | Quarti di finale      |                       |                       | Semifinali           | Semifinali           | Semifinali           |                      |                      | Finale               | Finale               | Finale               |                      |                      |
|  |                       |                       |                       |                       |                       |                      |                      |                      |                      |                      |                      |                      |                      |                      |                      |
|  | 8 ottobre, Wellington |                       |                       |                       |                       |                      |                      |                      |                      |                      |                      |                      |                      |                      |                      |
|  | C1                    | Irlanda               | 10                    |                       |                       |                      |                      |                      |                      |                      |                      |                      |                      |                      |                      |
|  | D2                    | Galles                | 22                    |                       |                       | 15 ottobre, Auckland | 15 ottobre, Auckland | 15 ottobre, Auckland | 15 ottobre, Auckland | 15 ottobre, Auckland |                      |                      |                      |                      |                      |
|  |                       |                       |                       |                       |                       | Galles               | 8                    |                      |                      |                      |                      |                      |                      |                      |                      |
|  | 8 ottobre, Auckland   | 8 ottobre, Auckland   | 8 ottobre, Auckland   | 8 ottobre, Auckland   |                       |                      | Francia              | 9                    |                      |                      |                      |                      |                      |                      |                      |
|  | B1                    | Inghilterra           | 12                    |                       |                       |                      |                      |                      |                      |                      |                      |                      |                      |                      |                      |
|  | A2                    | Francia               | 19                    |                       |                       |                      |                      |                      |                      |                      | 23 ottobre, Auckland | 23 ottobre, Auckland | 23 ottobre, Auckland | 23 ottobre, Auckland | 23 ottobre, Auckland |
|  |                       |                       |                       |                       |                       |                      |                      |                      |                      |                      |                      | Francia              | 7                    |                      |                      |
|  | 9 ottobre, Wellington | 9 ottobre, Wellington | 9 ottobre, Wellington | 9 ottobre, Wellington | 9 ottobre, Wellington |                      |                      |                      |                      |                      |                      | Nuova Zelanda        | 8                    |                      |                      |
|  | D1                    | Sudafrica             | 9                     |                       |                       |                      |                      |                      |                      |                      |                      |                      |                      |                      |                      |
|  | C2                    | Australia             | 11                    |                       |                       | 16 ottobre, Auckland | 16 ottobre, Auckland | 16 ottobre, Auckland | 16 ottobre, Auckland | 16 ottobre, Auckland |                      | Finale 3º posto      | Finale 3º posto      | Finale 3º posto      |                      |
|  |                       |                       |                       |                       |                       | Australia            | 6                    |                      | 21 ottobre, Auckland | 21 ottobre, Auckland | 21 ottobre, Auckland | 21 ottobre, Auckland | 21 ottobre, Auckland |                      |                      |
|  | 9 ottobre, Auckland   | 9 ottobre, Auckland   | 9 ottobre, Auckland   | 9 ottobre, Auckland   |                       |                      | Nuova Zelanda        | 20                   |                      |                      |                      | Galles               | 18                   |                      |                      |
|  | A1                    | Nuova Zelanda         | 33                    |                       |                       |                      |                      |                      |                      |                      | Australia            | 21                   |                      |                      |                      |
|  | B2                    | Argentina             | 10                    |                       |                       |                      |                      |                      |                      |                      |                      |                      |                      |                      |                      |

### Quarti di finale
| Arbitro: | Craig Joubert |

|            |      |                                              |
| Earls 45’  | mt   | 3’ S. Williams 51’ M. Phillips 64’ J. Davies |
| O’Gara 45’ | tr   | 3’, 64’ Priestland                           |
| O’Gara 24’ | c.p. | 28’ Halfpenny                                |

| Arbitro: | Steve Walsh |

|                     |      |                      |
| Foden 55’ Cueto 77’ | mt   | 22’ Clerc 30’ Médard |
| Wilkinson 55’       | tr   |                      |
|                     | c.p. | 11’, 16’ D. Yachvili |
|                     | drop | 72’ Trinh-Duc        |

| Arbitro: | Bryce Lawrence |

|                   |      |                   |
|                   | mt   | 12’ Horwill       |
| M. Steyn 39’, 56’ | c.p. | 17’, 72’ O’Connor |
| M. Steyn 60’      | drop |                   |

| Arbitro: | Nigel Owens |

|                                         |      |                    |
| K. Read 67’ Thorn 77’                   | mt   | 31’ Farías Cabello |
| Cruden 77’                              | tr   | 31’ F. Contepomi   |
| Weepu 13’, 26’, 36’, 40’, 50’, 58’, 73’ | c.p. | 46’ Bosch          |

### Semifinali
| Arbitro: | Alain Rolland |

|              |      |                     |
| Phillips 59’ | mt   |                     |
| Hook 8’      | c.p. | 22’, 35’, 51’ Parra |

| Arbitro: | Craig Joubert |

|              |      |                          |
|              | mt   | 6’ Nonu                  |
| O’Connor 16’ | c.p. | 13’, 38’, 43’, 73’ Weepu |
| Cooper 32’   | drop | 22’ Cruden               |

### Finale per il 3º posto
| Arbitro: | Wayne Barnes |

|                                  |      |                         |
| Sh. Williams 49’ Halfpenny 80+3’ | mt   | 12’ Barnes 76’ McCalman |
| S. Jones 80+3’                   | tr   | 12’ O’Connor            |
| Hook 20’ S. Jones 70’            | c.p. | 54’, 57’ O’Connor       |
|                                  | drop | 68’ Barnes              |

### Finale
| Arbitro: | Craig Joubert |

| |              | |
| Dusautoir 47’ | mt           | 15’ Woodcock |
| Trinh-Duc 49’ | tr           | |
| | c.p.         | 46’ Donald |
| · Médard · 46’ Clerc · Rougerie · Mermoz · Palisson · 12’, 22’ 17’ Parra · 75’ D. Yachvili · 65’ Poux · 65’ Servat · Mas · 69’ Papé · Nallet · Dusautoir · Bonnaire · Harinordoquy | Formazioni   | · Dagg · Jane · C. Smith · Nonu 75’ · Kahui · Cruden 33’ · Weepu 49’ · Woodcock · Mealamu 50’ · Franks · Thorn · S. Whitelock 51’ · Kaino · McCaw · Read |
| · 12’, 22’ 17’ Trinh-Duc · 46’ Traille · 65’ Barcella · 65’ Szarzewski · 69’ Pierre · 75’ Doussain                                                                                 | Sostituzioni | · Donald 33’ · Ellis 49’ · A. Hore 50’ · A. Williams 51’ · S.B. Williams 75’                                                                             |
| Marc Lièvremont | Allenatori   | Graham Henry |

## Il post-torneo

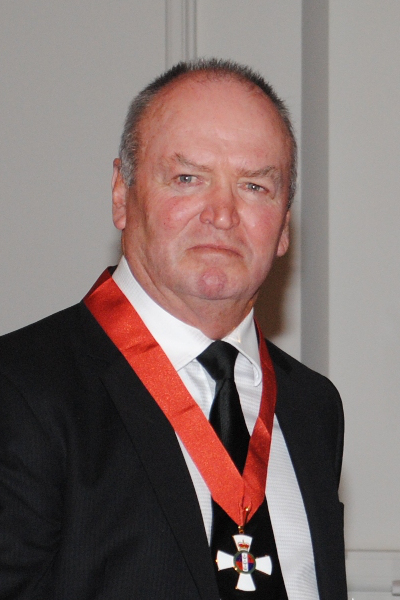
Graham Henry con l'onorificenza da cavaliere

Il giorno successivo alla vittoria, la squadra fu portata in parata per le strade di Auckland per celebrare la fine di un digiuno mondiale durato 24 anni.
Il C.T. della Nuova Zelanda, Graham Henry, dopo la vittoria annunciò di non voler prolungare il contratto con la federazione, in scadenza al termine della competizione; poche settimane più tardi fu insignito dell'onorificenza di cavaliere dell'Ordine al merito della Nuova Zelanda; Henry fu seguito, nella decisione di dimettersi dall'incarico, anche dal suo vice Wayne Smith.
Il giorno dopo la finale Thierry Dusautoir vinse il premio di miglior giocatore IRB dell'anno, primo francese ad aggiudicarsi tale riconoscimento nove anni dopo Fabien Galthié.
Prima della disputa del torneo, il presidente dell'IRB Bernard Lapasset aveva ventilato che quella avrebbe potuto essere l'ultima volta che a un Paese come la Nuova Zelanda fosse data l'opportunità di organizzare una Coppa del Mondo, per varie ragioni: strutture troppo poco capienti e bacino d'utenza scarso per generare introiti da stadio e fuso orario troppo sbilanciato per il pubblico europeo, costretto a guardare gli incontri al mattino; tuttavia dopo i risultati positivi della manifestazione il board dell'IRB tornò sui dubbi espressi e si dichiarò disponibile a riconsiderare future candidature del Paese.
Il ministero neozelandese per gli affari e il commercio estero preventivò circa 95000 visitatori in occasione della Coppa del Mondo, grazie ai quali sarebbe stato il maggior evento sportivo dell'anno per affluenza.
Le cifre a consuntivo certificarono non meno di 100000 turisti, con apporto di circa 750000000 NZD nell'economia del Paese.
Fu venduto l'87% dei biglietti disponibili per un incasso lordo di circa 268700000 NZD, maggior ricavo economico da una manifestazione sportiva nel Paese, 11 volte superiore a quello realizzato per il tour dei British Lions del 2005, fino ad allora l'evento più redditizio in Nuova Zelanda.
Giudicati da primato anche i dati di audience televisiva, considerato il fuso orario sfalsato di mezza giornata con la maggior parte del pubblico dell'Emisfero Nord (+11 sulle isole britanniche e +10 sull'Europa continentale occidentale): in Francia la semifinale in cui i Bleus batterono il Galles fu vista da circa 9500000 milioni di spettatori (share 73%) nonostante il calcio d'inizio alle ore 10 dell'Europa centrale; nel Regno Unito la stessa partita, alle 9 del mattino, fu vista da 5900000 spettatori su ITV con una punta di 6600000 nel finale (share 58%).
In patria la semifinale tra All Blacks e Wallabies fu vista da circa 1970000 spettatori (la popolazione neozelandese è di circa 5000000 di abitanti), mentre contemporaneamente in Australia (circa 18000000 di abitanti) davanti al televisore furono in 3234000, seconda miglior audience nel Paese per un incontro del codice a XV dopo la finale mondiale di Sydney contro l'Inghilterra di otto anni prima (più di 4 milioni).

## Statistiche
A differenza di 24 anni prima, quando i campioni del mondo degli All Blacks primeggiarono anche nelle classifiche individuali, nel 2011 i record furono appannaggio di giocatori di varie squadre: il francese Vincent Clerc e l'inglese Chris Ashton si aggiudicarono la palma di migliori realizzatori di mete con 6 ciascuno; il neozelandese campione del mondo Israel Dagg fu secondo a 5, ma in condominio con l'irlandese Keith Wood e l'australiano Adam Ashley-Cooper.
La classifica dei punti fu, invece, appannaggio del sudafricano Morné Steyn che, a quota 62, fu, e al 2019 ancora è, il vincitore con il più basso score di tale graduatoria; dietro di lui l'australiano James O'Connor (52) e il tongano Kurt Morath (45).
Il XV titolare del Sudafrica in campo contro l'Australia in semifinale assommava 836 incontri (media 55,7 a giocatore): si trattò all'epoca della squadra con più presenze complessive mai scese in campo in un test match.
Il neozelandese Brad Thorn, a 36 anni e 262 giorni, fu il più anziano giocatore a disputare una finale di Coppa del Mondo e, a fortiori, a vincerla.
Ugualmente, il gallese George North, a 19 anni e 166 giorni, divenne il metaman più giovane nella competizione contro la Namibia nella fase a gironi.
La semifinale di torneo tra Francia e Galles fu la 14ª, e ultima, direzione di gara dell'irlandese Alain Rolland in Coppa del Mondo, all'epoca un record poi superato da Nigel Owens nel 2019.

## Copertura televisiva
Il torneo fu visto in tutti e cinque i continenti, in buona parte grazie all'emittente statunitense Showtime che ritrasmise tutti e 48 gli incontri in Asia (escluso l'estremo Oriente) e Africa (esclusa quella meridionale).
Per quanto riguarda i Paesi del Sei Nazioni e del Rugby Championship, fatto salvo il principio che per ognuno di essi almeno un canale trasmise in diretta tutte le partite della propria squadra nazionale, nel Regno Unito la copertura completa fu a cura di ITV; in Repubblica d'Irlanda l'emittente privata Setanta coprì tutti i 48 incontri mentre quella di Stato RTÉ trasmise l'incontro d'apertura e a seguire, tutta la fase a eliminazione dai quarti alla finale.
In Francia nessun canale trasmise tutti e 48 gli incontri in diretta: Eurosport li trasmise tutti in differita in Pay TV; Canal+ fece lo stesso su Canal+ Sport ma ne trasmise anche 28 in diretta in chiaro via satellite; France Télévisions ne trasmise 28 in chiaro su terrestre e TF1 ne trasmise 20 in diretta in chiaro tra cui l'incontro d'apertura e un incontro a scelta a settimana per girone e tutta la fase eliminazioni meno due quarti di finale.
In Italia Sky Sport trasmise un incontro a scelta a settimana per ogni girone e tutta la fase a eliminazione.
Nell'emisfero sud, altresì, in Argentina ESPN trasmise in diretta 30 incontri tra cui tutta la fase a eliminazione; in Sudafrica SABC garantì la diretta di metà degli incontri tra cui quello d'apertura, due quarti, una semifinale e la finale per il titolo; in Australia Premier Media Group trasmise tutti i 48 incontri in diretta, e in Nuova Zelanda l'emittente di Stato TVNZ trasmise in diretta l'incontro d'apertura, 2 quarti, le semifinali e le finali più 8 differite; Māori TV trasmise 16 incontri in diretta e 32 in differita; TV3 l'incontro a gironi tra Nuova Zelanda e Francia più 2 quarti, le semifinali e la finale e in aggiunta 8 incontri in differita.